# Marat Bașarov
Marat Bașarov (în rusă Мара́т Алимжа́нович Баша́ров; n. 22 august 1974, Moscova, RSFS Rusă, URSS) este un actor rus de film. El a apărut în peste 30 filme începând cu anul 1994. A debutat în filmul The Wedding, film cu care a intrat în competiția de la Cannes în 2000.

## Filmografie selectată
- Sibirskiy tsiryulnik (Bărbierul din Siberia) (1998)
- Svadba (Nunta) (2000)
- Gambit turcesc (2005) – Gridnev
- Dikari (Sălbatici) (2006)
- Konservy (Conserve) (2007)
- 1612 (2007)
- Yulenka (2009)